# Tuyết Mai
Tuyết Mai (26 tháng 8 năm 1925 – 5 tháng 3 năm 2022) là một phát thanh viên và ca sĩ dòng nhạc truyền thống nổi tiếng của Đài Tiếng nói Việt Nam, được phong tặng danh hiệu Nghệ sĩ nhân dân năm 1993.

## Tiểu sử
Bà tên thật là Bùi Thị Thái, sinh ngày 26 tháng 8 năm 1925 tại đảo Cát Hải, Hải Phòng. Từ năm 12 tuổi, gia đình bà chuyển về sống tại Hà Nội. Sau khi kháng chiến bùng nổ, bà đi lên chiến khu Việt Bắc. Ở đây bà đã kết hôn với nhạc sĩ Đinh Ngọc Liên, hai người đã có ba người con mang tên Đinh Tuyết Lan, Đinh Thắng Lợi và Đinh Tuyết Mai. Năm 1958, bà kết hôn với nghệ sĩ Phan Phúc, nguyên là Trưởng đoàn ca nhạc Đài tiếng nói Việt Nam, người kém bà 10 tuổi. Hai người đã có một người con là Phan Tuyết Minh, hiện cũng đang là Trưởng ban Âm nhạc Đài Tiếng nói Việt Nam.
Bà qua đời vào ngày 5 tháng 3 năm 2022 tại Bệnh viện đa khoa Xanh Pôn, Hà Nội, hưởng thọ 97 tuổi.

## Sự nghiệp
Lớn lên, sau ngày Cách mạng tháng 8 thành công, bà tham gia vào Hội Phụ nữ cứu quốc, hoạt động cách mạng sôi nổi. Bùi Thị Thái đã đi hát trong các phòng trà, trên đường phố, biểu diễn trong Tuần lễ vàng ủng hộ chính quyền Việt Minh, thu âm những ca khúc đầu tiên sau ngày Đài Tiếng nói Việt Nam thành lập (7 tháng 9 năm 1945). Bà là một giọng nữ quen thuộc, cùng với Minh Đỗ, Thương Huyền, đặc biệt thành công với những ca khúc tiếng Anh, tiếng Pháp và tiếng Nhật.
Bà đã biểu diễn thành công với dàn kèn đệm do ông Quản Liên, tức Đinh Ngọc Liên trưởng đội nhạc lính khố xanh cũ, sau đó là trưởng Ban âm nhạc quân giải phóng, chỉ huy.
Hoà bình lập lại tại Miền Bắc, năm 1955, bà cùng gia đình trở về Hà Nội, bà rời Thư viện Quân đội chuyển sang đội ngũ phát thanh viên của Đài TNVN với nghệ danh Tuyết Mai - theo tên con gái của bà. Ở đây, bà đảm nhiệm đọc các tin thời sự chính trị, đồng thời đảm nhiệm nhiều chuyên mục như Đọc truyện đêm khuya, Tiếng thơ, Chương trình dành cho đồng bào xa Tổ quốc. Giọng đọc trầm ấm, truyền cảm của bà đã được phát sóng và được hâm mộ trên cả nước, trở thành một giọng đọc nổi tiếng của Đài. Hơn hai mươi năm kể từ lúc bà nghỉ hưu, nhưng nhiều nhạc hiệu trong các chương trình của Đài vẫn sử dụng lời xướng của bà như tiết mục Tiếng thơ, Sân khấu truyền thanh, Đọc truyện đêm khuya hàng đêm...

## Vinh danh
- Nghệ sĩ ưu tú (1984).
- Nghệ sĩ nhân dân (1993).